# Ammophila monachi
Ammophila monachi är en biart som beskrevs av Menke 1966. Ammophila monachi ingår i släktet Ammophila och familjen grävsteklar. Inga underarter finns listade i Catalogue of Life.